# Andrzej Szczepkowski
Andrzej Szczepkowski (tên đầy đủ: Andrzej Tadeusz Szczepkowski, sinh ngày 26/4/1923 tại Sucha Beskidzka - mất ngày 31/1/1997 tại Warszawa) là một diễn viên và đạo diễn người Ba Lan. Ông góp mặt trong hơn 30 bộ phim và chương trình truyền hình từ năm 1957 đến năm 1997.
Ngoài việc tham gia đóng phim, Andrzej Szczepkowski cũng tích cực diễn xuất trên sân khấu tại các nhà hát ở Kraków, Poznań, Katowice và Warsaw. Trong đó, ông còn làm đạo diễn sân khấu cho một số nơi ông biểu diễn, chẳng hạn như Nhà hát Komedia ở Warsaw (1957-1961).
Vì những đóng góp hết mình cho sự nghiệp nghệ thuật, Andrzej Szczepkowski được trao tặng nhiều biểu tượng danh giá của đất nước Ba Lan, tiêu biểu như Huy chương Thập tự vàng (Krzyz Zasługi, vào năm 1954), hay Huân chương Polonia Restituta (1966).

## Đời tư
Andrzej Szczepkowski là cha của nữ diễn viên Joanna Szczepkowska và là ông của hai nữ diễn viên Maria Konarowska và Hanna Konarowska.

## Thành tích nghệ thuật
- Kapelusz pana Anatola (1957)
- Deszczowy lipiec (1958) - Wacek
- Kalosze szczescia (1958)
- Zolnierz królowej Madagaskaru (1958) - Wladyslaw Macki
- Pan Anatol szuka miliona (1959)
- Historia zóltej cizemki (1961) - tên cướp 'Black Rafal'
- Wielka, wieksza i najwieksza (1963) - Cha của Iki
- Mansarda (1963) - St. Witkiewicz
- Zacne grzechy (1963) - Przeor Ignacy
- Panienka z okienka (1964) - Jan Heweliusz
- Pingwin (1965) -  Kiến trúc sư Pawel Baczek, cha của Adas
- Pieklo i niebo (1966) - Franciszek
- Colonel Wolodyjowski (1969) - Giám mục Lanckoronski
- Epilog norymberski (1971)
- The Wedding (1973)
- Niebieskie jak Morze Czarne (1973)
- Nights and Days (1975) - Waclaw Holszanski
- Obrazki z zycia (1976) - Advocate
- Sprawa Gorgonowej (1977) - Wozniakowski
- Pasja (1978) - Wodzicki
- Sto koni do stu brzegów (1979)
- Sekret Enigmy (1979) - Gustave Bertrand
- Jezioro Bodenskie (1986) - Thomson
- The Young Magician (1987) - Hiệu trưởng
- The Tribulations of Balthazar Kober (1988)
- Rajski ptak (1988) - Giáo sư
- Dotknieci (1989) - Linh mục Karol
- Zycie za zycie. Maksymilian Kolbe (1991) - Górecki
- Argument About Basia (1995) - Antoni Walicki
- Towar (2006)